# Andreas Köckeritz
Andreas Köckeritz (* 6. Mai 1962 in Hohenmölsen) ist ein deutscher Handballspieler und -trainer.
Köckeritz spielte als Außenspieler für den SC Dynamo Berlin, den TBV Lemgo (ab der Saison 1990/1991), die TSG Bielefeld und die TSG Altenhagen-Heepen.
Im Aufgebot der Männer-Handballnationalmannschaft der DDR spielte Andreas Köckeritz bei der Weltmeisterschaft (WM) 1986, wo er mit seiner Mannschaft Dritter wurde. Er stand insgesamt 12-mal im Aufgebot der Nationalmannschaft.
Nach seiner Profi-Karriere wurde Köckeritz Handballtrainer. Er trainierte u. a. die HSG Augustdorf/Hövelhof III, Handball Lemgo VII, die TG Lage, den TuS Brake in Bielefeld und eine Jugendmannschaft bei Handball Lemgo. Aktuell trainiert er die dritte Mannschaft von Handball Lemgo.